# Infinite (film)
Pour les articles homonymes, voir Infinite (homonymie).
Pour plus de détails, voir Fiche technique et Distribution.
Infinite est un film de science-fiction américain réalisé par Antoine Fuqua, sorti en 2021. Il s'agit de l'adaptation du roman The Reincarnationist Papers de D. Eric Maikranz.
Le film débute en 1985, à Mexico. Heinrich Treadway tente d'échapper aux autorités et surtout à un homme nommé Bathurst. Treadway lui a volé un objet, l’œuf, avec l'aide de ses partenaires Abel et Leona. Treadway dit à Abel que s'il ne survit pas, ce dernier doit « regarder à l'intérieur ». Treadway parvient finalement à s'échapper, Abel et Leona sont en revanche tués par Bathurst. En 2020, diagnostiqué schizophrène et hanté par des visions mystérieuses, Evan McCauley ne parvient pas à obtenir et conserver un emploi, en partie à cause de comportements violents. Arrêté pour ses liens avec un criminel local, il rencontre Bathurst au commissariat. Celui-ci l'appelle Treadway et semble le connaître depuis des années. Evan découvre alors qu'il est un « Infinite » : un être capable de se réincarner, en conservant à chaque fois la plupart des souvenirs de ses vies passées. Il découvre par ailleurs l'existence d'une société secrète appelée la Cognomina. Depuis des siècles, ses membres, eux aussi des Infinites, ont participé à des changements majeurs de l'Histoire. Pour contrer les sombres projets d'un ancien membre et de son organisation, le groupe va faire équipe avec Evan.
Initialement prévu au cinéma, il sort sur la plate-forme Paramount+ aux États-Unis. Il y reçoit des critiques très négatives, pointant notamment du doigt l'interprétation de Mark Wahlberg et la similitude avec des films comme Matrix.

## Synopsis
En 1985, à Mexico, un homme au volant d'un bolide, Heinrich Treadway, fuit les autorités locales et un étranger nommé Bathurst, à travers les rues de la capitale. Heinrich et ses associés, Abel et Leona, qui sont dans une autre voiture en route pour aider Heinrich, discutent de « l'œuf », qu'Heinrich vient de voler à Bathurst. Sachant qu'il ne survivra pas, Heinrich presse Abel de « regarder à l'intérieur », avant de finir sa course folle sur un pont en construction, de sauter de sa voiture dans les airs et de s'agripper à une grue à 75 mètres du sol. Alors qu'il parvient à rétablir son équilibre précaire, Treadway regarde, impuissant, l'arrivée de Bathurst qui tue Abel et Leona.
En 2020, Evan McCauley souffre de schizophrénie. En raison de son passé en institution et de son comportement violent, il est incapable de trouver du travail ou de postuler pour un emploi. Dans ses efforts pour payer les médicaments de son traitement, Evan forge un katana pour un gangster local bien qu'il n'ait aucune expérience en tant que forgeron. L'accord passé entre les deux parties n'étant pas respecté, une fusillade éclate entre les protagonistes et Evan s'enfuit pour sauver sa peau, mais il est arrêté dans son élan par un épisode psychotique ou une vision du passé qui de ce fait le tétanise occasionnant ensuite son arrestation par la police locale.
Au poste de police Evan est interrogé par un homme, ignorant qu'il s'agit du dénommé Bathurst. Ce dernier commence à appeler Evan "Heinrich" et prétend qu'ils se connaissent depuis des siècles. Lorsque Bathurst amène Evan à se souvenir de choses sur ses vies passées par la contrainte physique via le jeu de la roulette russe, ce dernier est sauvé par Nora Brightman qui l'emmène dans le repaire d'une organisation secrète à laquelle elle appartient. Nora explique alors à Evan qu'il y a environ 500 individus dans le monde qui peuvent se souvenir de toutes leurs vies passées, connus sous le nom d'« Infinites ».
Deux factions opposées se sont développées, au fil des siècles, parmi les Infinites : les Croyants et les Nihilistes. Les Croyants, comme Nora, pensent que le souvenir est un cadeau qui leur est accordé par une puissance supérieure pour rendre le monde meilleur. Les Nihilistes, avec à leur tête Bathurst, considèrent leur don comme une malédiction. Ils pensent que les Infinites sont condamnés à assister à l'autodestruction de l'humanité. Ils veulent se libérer de leur don et exterminer toute vie sur Terre.
Les deux factions pensent qu'Evan est la réincarnation du fameux Treadway. Caché dans la mémoire de la vie passée de ce dernier, se trouve l'emplacement de l'œuf, l'appareil créé par Bathurst pour mettre fin au monde. Les Croyants doivent récupérer la mémoire de Treadway et sécuriser l'œuf avant que Bathurst ne retrouve Evan et ne lui extorque les informations sous la torture. Comme Nora, réincarnation en 2020 de Leona, l'explique à Evan, les Infinites commencent à se souvenir des choses de leurs vies passées quand ils sont jeunes. A la puberté, tout leur revient en mémoire vive. C'est pourquoi Evan, à cet âge, a été diagnostiqué schizophrène. Malgré leurs progrès, Evan a du mal à retrouver les souvenirs de Treadway, en raison d'un traumatisme subi lors d'incidents survenus plus tôt dans sa vie actuelle. Cependant, après une session à l'intérieur d'une machine très particulière conçue par l'Artisan, un Croyant épicurien, vivant à Londres dans un casino lui appartenant, Evan voit ses souvenirs se débloquer enfin.
Heinrich Treadway a été tué par l'ancien Bathurst peu de temps après Abel et Leona. Les Croyants ont récupéré son corps et l'ont ramené à leur base, où il est conservé dans une chambre froide spéciale. Evan-Heinrich se souvient que pendant sa fuite à Mexico, il s'est ouvert le ventre et a mis l'œuf à l'intérieur. Bathurst était autrefois un camarade de Treadway. Ils ont passé des siècles à se battre côte à côte. Cependant, Bathurst a été déçu par la mission des Croyants et a commencé à tenter de mettre fin au cycle de réincarnation. L'œuf était le produit de cette recherche. Lorsqu'il sera activé, il attaquera l'ADN des êtres vivants, humains et animaux, et détruira toute vie sur Terre. C'est pour cette raison qu'il a espionné l'antre de l'Artisan et qu'il a attaqué le centre de recherche des Croyants et qu'il peut ainsi, avant l'équipe d'Evan, récupérer la dépouille d'Heinrich pour retrouver son oeuvre de mort.
L'équipe des Croyants, diminuée par l'attaque des troupes d'assaut contre l'atelier-clinique de l'Artisan, et maintenant composée d'Evan, Nora et de l'Artisan, se rend au domaine de Bathurst, afin de contrecarrer son dessein de détruire toute vie humaine et animale. Bathurst manque de peu d'être tué par Nora, muée en tireuse d'élite, mais il réussit à prendre la fuite à bord d'un avion contenant l'oeuf couplé à une bombe. L'engin de mort, avec l'œuf à l'intérieur, tombe de l'avion à la suite du combat acharné opposant, dans la carlingue, Evan à Bathurst. Evan se jette alors dans le vide, bientôt suivi par Bathurst. Les deux hommes se battent dans les airs et Evan parvient à arrêter le compte à rebours en sortant l'œuf de son socle. Il tire sur Bathurst avec un Deathroner : arme inventée par le Nihiliste pour séparer une fois pour toutes les âmes du processus de renaissance, ce qui garantit que Bathurst ne renaîtra pas. Evan, toutefois, se noie dans l'océan avec l'œuf. Pendant ce temps, Nora et l'Artisan détruisent les puces libérant ainsi les âmes des Croyants que Bathurst avait piégées, empêchant ainsi leur cycle de réincarnation, dont celle d'Abel.
Des années plus tard, Nora et Abel renaissent et se rencontrent au lieu de leur Commencement personnel. Evan renaît à Jakarta, en Indonésie. L'Artisan, maintenant plus âgé, lui rend visite et offre un katana au jeune Evan, qui retrouve ses souvenirs en le reconnaissant.

## Fiche technique
Sauf indication contraire, les informations mentionnées dans cette section peuvent être confirmées par la base de données cinématographiques IMDb,  présente dans la section « Liens externes ».
- Titre original et français : Infinite
- Réalisation : Antoine Fuqua
- Scénario : Ian Shorr, d'après une histoire de Todd Stein, avec la participation non créditée de John Lee Hancock, d'après le roman The Reincarnationist Papers de D. Eric Maikranz
- Musique : Harry Gregson-Williams
- Décors : Chris Seagers
- Photographie : Mauro Fiore
- Montage : Conrad Buff
- Production : Lorenzo di Bonaventura, Antoine Fuqua, Mark Huffam, Mark Vahradian et John Zaozirny
- Production déléguée : Rafi Crohn
- Coproduction : Max Keene
- Sociétés de production : Closest to the Hole Productions, Di Bonaventura Pictures, New Republic Pictures et Paramount Pictures
- Société de distribution : Paramount+ (États-Unis)
- Pays de production :  États-Unis
- Langue originale : anglais
- Format : couleur
- Genres : action, science-fiction, thriller
- Durée : 106 minutes
- Dates de sortie :
  - États-Unis : 10 juin 2021 (Paramount+)
  - France : 3 octobre 2021 (Prime Video)

## Distribution
- Mark Wahlberg (VF : Bruno Choël) : Evan McCauley, réincarnation de Treadway
- Chiwetel Ejiofor (VF : Frantz Confiac) : Bathurst en 2020
- Sophie Cookson (VF : Jessica Monceau) : Nora Brightman
- Jason Mantzoukas (VF : Laurent Morteau) : l'Artisan
- Rupert Friend : Bathurst en 1985
- Toby Jones (VF : Franck Capillery) : Brian Porter
- Dylan O'Brien (VF : Adrien Larmande) : Heinrich Treadway
- Jóhannes Haukur Jóhannesson (VF : Frédéric Souterelle) : Kovic
- Liz Carr (en) (VF : Marie-Martine (actrice)) : Garrick
- Kae Alexander : Trace
- Tom Hughes : Abel
- Joana Ribeiro : Leona
- Wallis Day : l'agent Shin
- Melissa Neal : Shawna

## Production

### Choix des interprètes
En février 2019, le projet est annoncé lorsque Chris Evans est engagé dans le rôle principal, avec Antoine Fuqua en tant que réalisateur. En juin, l'acteur quitte finalement le projet, pris par un autre projet. Mark Wahlberg est alors annoncé pour le remplacer. En août, il est confirmé, alors Sophie Cookson et Dylan O'Brien rejoignent également la distribution,. En septembre, Chiwetel Ejiofor, Jóhannes Haukur Jóhannesson, Rupert Friend et Jason Mantzoukas sont également annoncés,,. En octobre, Tom Hughes rejoint le film.

### Tournage
Le tournage a lieu dans le centre-ville de Cardiff au pays de Galles, en septembre 2019. Des séquences sont tournées sur l'aéroport de Farnborough dans le Hampshire. Il se déroule également dans le Snow Centre de Hemel Hempstead dans le Hertfordshire,. Des scènes sont également tournées à Londres, Mexico, Guanajuato, au Népal, New York, en Écosse, au Cambodge et dans les Alpes.

## Accueil

### Sorties
La sortie du film est initialement prévue le 7 août 2020 aux États-Unis, mais elle est repoussée au 28 mai 2021 en raison de la pandémie de Covid-19. À l'occasion de la sortie du nouveau service Paramount+ de vidéo à la demande, la sortie est de nouveau décalée au 24 septembre 2021 pour éviter la concurrence de Sans un bruit 2, puis annulée en mai 2021 : le film sera diffusé uniquement en vidéo à la demande à partir du mois de juin.
En France, le film était annoncé pour le 8 septembre 2021. Cette date n'est pas confirmée. Le film est finalement diffusé en France sur Prime Video à partir du 3 octobre 2021.

### Critiques
Le film reçoit des critiques globalement très négatives. Sur l'agrégateur américain Rotten Tomatoes, il ne récolte que 15 % d'opinions favorables pour 71 critiques et une note moyenne de 4⁄10. Le consensus du site est « Thriller de science-fiction au départ intrigant qui vire rapidement à l'incohérence, Infinite est aussi insensé qu'insignifiant ». Sur Metacritic, il obtient une note moyenne de 28⁄100 pour 27 critiques.
Ty Burr de The Boston Globe lui donne la note de 1,5⁄4 et écrit notamment à « Le film est à la fois parfaitement incohérent et étrangement générique, comme s'il avait été assemblé à partir de pièces détachées d'autres films et collé avec des cascades ». Dans The Hollywood Reporter, David Rooney écrit notamment « Infinite est un grind sans âme. Avec une succession de poursuites accélérées et améliorées par effets numériques, de scènes de combats entrecoupées d'éclats engourdissants et de discours de geeks de haut niveau, le thriller de science-fiction d'Antoine Fuqua n'est pas aidé par la performance de Mark Wahlberg très inexpressif ».
Dans sa critique parue dans Variety, Peter Debruge décrit le film comme un mélange entre Matrix et The Old Guard et ajoute « Plus vous avancez dans ce film, plus ses trous d'intrigue apparaissent, jusqu'à ce que le tout s'effondre sur lui-même ». Justin Chang du Los Angeles Times écrit notamment « Le script ne se réincarne pas tant qu'il se recycle, puisant librement dans les réalités imbriquées de Inception, la métaphysique libre d'esprit de Matrix et les révélations amnésiques-assassins des films de Jason Bourne. Peut-être en regarder un ce soir à la place de celui-ci ». Robert Daniels du site RogerEbert.com écrit quant à lui « plutôt que de créer une merveille de science-fiction de haut niveau, Infinite de Fuqua s'appuie sur des effets visuels de mauvaise qualité et sur la construction d'un monde rocailleux pour le pire film de sa carrière ».